# Javi Casares
Francisco Javier Casares García (Jerez de la Frontera, Cádiz, España, 13 de junio de 1984), conocido como Javi Casares, es un futbolista español que juega como delantero en el F. C. Bruno's Magpies de la Liga Nacional de Gibraltar.

## Trayectoria
Después de ascender con el Granada C. F. a la Segunda División española en 2010, firmó por el Deportivo Alavés en la temporada 2010-11. Permaneció en el club de Vitoria durante dos temporadas, tras lo cual, recaló en el Real Oviedo en agosto de 2012. En julio de 2013 firmó por el Xerez C. D.
Al quedar libre por el descenso del Xerez a Tercera División fichó por el Salamanca Athletic Club. De nuevo se frustró este fichaje al no permitir la participación del equipo salmantino la RFEF. Su nueva carta de libertad le lleva a fichar por la S. D. Amorebieta con la que compite la temporada 2013-14. En mayo de 2018 se anunció su fichaje por el Xerez Deportivo F. C., recién ascendido a Tercera.

## Clubes
| Club                      | País      | Año       |
| ------------------------- | --------- | --------- |
| Atlético Sanluqueño C. F. | España    | 2003-2005 |
| R. S. D. Alcalá           | España    | 2005-2006 |
| Arcos C. F.               | España    | 2006-2007 |
| San Fernando C. D.        | España    | 2007-2009 |
| Granada C. F.             | España    | 2009-2010 |
| Deportivo Alavés          | España    | 2010-2012 |
| Real Oviedo               | España    | 2012-2013 |
| S. D. Amorebieta          | España    | 2013-2014 |
| Hércules C. F.            | España    | 2014-2015 |
| C. D. Atlético Baleares   | España    | 2015-2016 |
| Club Lleida Esportiu      | España    | 2016-2017 |
| San Fernando C. D.        | España    | 2017-2018 |
| Xerez Deportivo F. C.     | España    | 2018-2020 |
| C. D. Rota                | España    | 2020-2021 |
| F. C. Bruno's Magpies     | Gibraltar | 2021-     |